# Szebeni Ilona
Szebeni Ilona (szül. Bózendorf Ilona, Tiszadob, 1927. – Budapest 1997) író.

## Élete
1944-ben középiskolásként élte át, hogy néhány ismerősét a Szovjetunióba hurcolták, akiket soha nem látott újra. A rendszerváltás után elsők között írta meg a málenkij robot szenvedéstörténetét. Kötetei forrásértékűek. Felhívásának hatására nagyon sok egykori "Gulag" rab írta meg visszaemlékezéseit. Ő maga is több mint kétszáz fogollyal készített interjút. Sikeres gyermekversek és -könyvek szerzője. Több versét is megzenésítették. A boldvai temetőben nyugszik.

## Művei

### Gyermekeknek
- Ugri-bugri szeleburdi
- Tapsika
- Ünnepeljünk együtt. (Antológia)

### Dokumentum regények
- Merre van a magyar hazám? 1991
- Haza fogunk menni. Kényszermunkán a Szovjetunióban 1944-49, 1993

### Dokumentumfilm
- Hadisarc címmel a Tiszahát elhurcoltjairól, riportkötete alapján az MTV dokumentumfilmet készített.